# Klopkevers
De klopkevers (Ptinidae) vormen een familie van houtetende kevers. Ze worden ook wel houtworm genoemd.

## Kenmerken
Deze kleine kevers hebben een langwerpige tot ovale vorm. De kleuren variëren van licht- of roodbruin tot zwart. Het wijfje is iets lichter van kleur dan het mannetje. De kop wordt meestal afgedekt door het halsschild. De lichaamslengte varieert van 2 tot 6 mm.

## Verspreiding en leefgebied
Deze familie komt wereldwijd voor in gematigde zones in hout, pakhuizen en woningen.

## Naamgeving
Klopkevers worden zo genoemd vanwege een klikgeluid dat twee (en mogelijk meer) soorten maken in de muren van huizen en andere gebouwen. Dit klikgeluid, dat wordt veroorzaakt door het tikken met het verharde halsschild en kop op hout, is bedoeld om te communiceren met potentiële partners van de andere sekse, maar heeft historisch gezien angst veroorzaakt voor de naderende dood in tijden van pest en ziekte. Hierdoor worden sommige klopkevers, zoals de gewone houtwormkever, ook wel doodskloppertje genoemd.

## Classificatie
Er zijn drie hoofdgroepen in de superfamilie Bostrichoidea: Bostrichidae, Anobiidae en Ptinidae. Deze hebben sinds hun benoeming frequente wijzigingen ondergaan in de hiërarchische classificatie. Ze worden behandeld als een enkele familie, drie onafhankelijke families, de twee families Bostrichidae en Anobiidae, of de twee families Bostrichidae en Ptinidae. Meer recente literatuur behandelt deze als de twee families Bostrichidae en Ptinidae, met Anobiidae een onderfamilie van Ptinidae (Anobiinae).

## Schadelijkheid
De larven van een aantal klopkeversoorten hebben de neiging om in hout te boren, waardoor ze de naam houtworm of houtboorder hebben gekregen. Verschillende soorten zijn ongedierte en veroorzaken schade aan houten meubels, huisstructuren, tabak en gedroogde voedselproducten. De grote houtwormkever (Xestobium rufovillosum), Hemicoelus carinatus en Hemicoelus gibbicollis zijn economisch belangrijke plagen, die vloeren, balken en ander hout in woningen beschadigen.
De gewone houtwormkever (Anobium punctatum) is een soort die vaak wordt aangetroffen in houten meubels in huis. De broodkever (Stegobium paniceum) besmet een verscheidenheid aan opgeslagen materialen, waaronder brood, meel, ontbijtgranen, medicijnen op recept, strychninepoeder, verpakt voedsel en zelfs Egyptische graven.
De tabakskever (Lasioderma serricorne) is een wijdverbreide en destructieve plaag van geoogste en vervaardigde tabak. Schade en economische verliezen door tabakskeverplagen werden in 1971 door de USDA geschat op 0,7% van de totale opgeslagen tabaksvoorraad.

## Onderfamilies en tribus
- Alvarenganiellinae Viana and Martínez, 1971
- Anobiinae Fleming, 1821
- Dorcatominae Thomson, 1859
- Dryophilinae Gistel, 1848
  - Tribus Dryophilini Gistel, 1848
  - Tribus Ptilineurini Böving, 1927
- Ernobiinae Pic, 1912
- Eucradinae LeConte, 1861
  - Tribus Eucradini LeConte, 1861
  - Tribus Hedobiini Mulsant and Rey, 1868
- Mesocoelopinae Mulsant and Rey, 1864
  - Tribus Mesocoelopini Mulsant and Rey, 1864
  - Tribus Tricorynini White, 1971
- Ptilininae Shuckard, 1839
- Ptininae Latreille, 1802
  - Tribus Gibbiini Jacquelin du Val, 1860
  - Tribus Meziini Bellés, 1985
  - Tribus Ptinini Latreille, 1802
  - Tribus Sphaericini Portevin, 1931
- Xyletininae Gistel, 1848
  - Tribus Lasiodermini Böving, 1927
  - Tribus Metholcini Zahradník, 2009
  - Tribus Xyletinini Gistel, 1848

## Geslachten
- Actenobius
- Alvarenganiella
- Anakania
- Anitys Thomson, 1863
- Anobiopsis
- Anobium Fabricius, 1775
- Ascutotheca
- Byrrhodes
- Bythostethus
- Caenocara Thomson, 1859
- Calymmaderus
- Catoramina
- Cerocosmus
- Chondrotheca
- Clada
- Colposternus
- Cryptorama
- Ctenobium
- Damarodytes
- Dasytanobium
- Deltocryptus
- Deroptilinus
- Desmatogaster
- Dorcatoma Herbst, 1792
- Dorcatomiella
- Dryophilodes

- Dryophilus Chevrolat, 1832
- Episernomorphus
- Episernus Thomson, 1863
- Ernobius Thomson, 1859
- Euceratocerus
- Eucrada
- Eurrilletta
- Euvrilletta
- Exopetalium
- Falsogastrallus
- Falsopetalium
- Falsoptilinus
- Gastrallanobium
- Gastrallus Jacquelin du Val, 1860
- Gibboxyletinus
- Grynobius Thomson, 1859
- Hadrobregmus Thomson, 1859
- Hedobia Dejean, 1821
- Hemicoelus
- Hemimesothes
- Holcobius
- Lasioderma Stephens, 1835
- Lasiodermina
- Leptobia
- Macranobium
- Macrodorcatoma

- Magnanobium
- Masatierrum
- Megorama
- Mesocoelopus
- Mesothes
- Metadorcatoma
- Metatheca
- Metholcus
- Microbregma Seidlitz, 1889
- Microernobius
- Microthaptor
- Microxyletinus
- Microzogus
- Mimotrypopitys
- Mirosternus
- Mizodorcatoma
- Mysticephala
- Neodryophilus
- Neohedobia
- Neosothes
- Nesopetalium
- Nesotheca
- Nicobium
- Ochina Dejean, 1821
- Ogmostethus
- Oligomerodes

- Oligomerus Redtenbacher, 1849
- Ozognathus
- Pachotelus
- Paralobium
- Paratheca
- Paraxyletinus
- Parobius
- Petalanobium
- Petalium
- Phanerochila
- Plananobius
- Platybregmus
- Plumilus
- Priartobium
- Priobium Thomson, 1863
- Pronus
- Protheca
- Pseudodorcatoma
- Pseudoligomerus
- Pseudoptilinus Leiler, 1963
- Ptilinastes
- Ptilineurus
- Ptilinus O.F.Müller, 1776
- Ptinomorphus
- Ptinus Linnaeus, 1767
- Rhamna
- Santiagonus

- Secretipes
- Sphinditeles
- Stagetominus
- Stagetomorphus
- Stagetus Wollaston 1861
- Stegobium Motschulsky, 1860
- Stichtoptychus
- Striatheca
- Tasmanobium
- Trachalys
- Trachelobrachys
- Trichodesma
- Tricorynus
- Utobium
- Vrilletta
- Xarifa
- Xenocera
- Xeranobium
- Xestobium Motschulsky, 1845
- Xyletinastes
- Xyletinites
- Xyletinomorphus
- Xyletinus Latreille, 1809
- Xyletobius
- Xyletomerus